# Willemsfonds

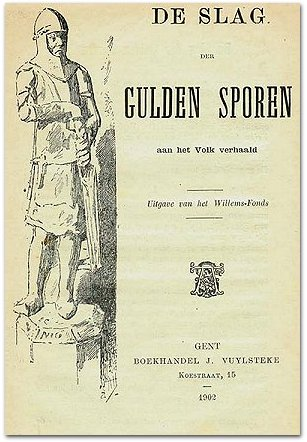
De slag der Gulden Sporen aan het Volk verhaald, édition du Willemsfonds, Gand, 1902, publiée à l'occasion de la commémoration de la bataille des éperons d'or.

Le Willemsfonds, du nom de Jan Frans Willems et fondée en 1851, est une organisation culturelle flamande pour promouvoir la langue néerlandaise. L'organisation soutient la chanson populaire flamande, organise des concours linguistiques, publie des livres en néerlandais à prix abordables, et fonde des bibliothèques généralistes.

## Présentation
Sept Bruxellois fondent le Willemsfonds en 1851, parmi lesquels le saint-simonien Joseph-Ferdinand Toussaint, et trente et un Gantois, parmi lesquels le premier président Jules de Saint-Genois. L'organisation reprend le nom de Jan Frans Willems (1793-1846), un auteur d'essais et de poésie en flamand. Son but est de parer la francisation rapide de Bruxelles au début du XIXe siècle.
Depuis 1855, les Gantois Ferdinand Augustijn Snellaert, Prudens Van Duyse et Julius Vuylsteke se sont succédé à la présidence, ce dernier menant une politique anticléricale à partir de 1862. Des membres plus modérés, comme le chanoine Jan Baptist David, quittèrent le Willemsfonds.
Depuis 1868, le siège est implanté dans la maison dite des mesuriers de draps, sur la place du Marché du vendredi à Gand. Jusqu'en 1976, tous les présidents furent des Gantois.
L'école de Willemsfonds à Bruxelles est fondée en 1880. Une quarantaine de Bruxellois s'insrcivent à la première session.
En mars 2015, 31 membres du Willemsfonds se sont rendus au Parlement européen pour rencontrer et dialoguer avec les eurodéputés Philippe De Backer, Tom Vandenkendelaere et Kathleen Van Brempt. En mars 2017, pour commémorer les 50 ans de la mort du peintre René Magritte, le Willemsfonds a co-créé une bière, la Georgette du nom de l'épouse du peintre, distribuée lors des festivités dans la commune de Jette.

## Activités
Le Willemsfonds trouve sa vocation dans la création d’un lieu de rencontre où sont organisées des activités culturelles pour permettre d'échanger leurs idées afin de former leur propre opinion. Les activités sont menées par des bénévoles. L'école de Willemsfonds à Bruxelles propose des cours de néerlandais pour tous les niveaux d'apprentissage.
Le Willemsfonds est de signature libérale et se distingue ainsi du Vermeylenfonds, de tendance socialiste, et du Davidsfonds, catholique.